# Otto Fitzner
Otto Fitzner (* 4. Januar 1888 in Laurahütte (Oberschlesien); † November 1946 in Iwanowskoje (Kursk)) war ein deutscher Ingenieur, Bergwerksdirektor und Wehrwirtschaftsführer in Schlesien.

## Leben
Otto Fitzner war der Sohn des Unternehmers und Kommerzienrates Wilhelm Fitzner. Er absolvierte ein Studium an den Universitäten Breslau und Universität Greifswald sowie den Technischen Hochschulen Berlin und Aachen, das er 1913 als Bergreferendar abschloss. 1911 wurde er mit Karl von Behr und Ernst Stampe im Corps Pomerania Greifswald aktiv. Im  Ersten Weltkrieg diente er zunächst im Ulanen-Regiment Nr. 9 und zuletzt als Leutnant der Reserve und Führer der Jagdstaffel 65. Ihm wurden neun Luftsiege anerkannt. Nach Kriegsende bekämpfte er in Freikorps die Aufstände in Oberschlesien. Nach Ablegung seines Examens als Bergassessor 1920 war er im Erz- und Kohlenbergbau tätig. In Kattowitz war er ab 1925 Technischer Direktor bei Giesches Erben, dem größten deutschen Zinkunternehmen.
Zum 1. Dezember 1931 trat Fitzner in die NSDAP (Mitgliedsnummer 871.816) und im selben Jahr in die SA ein. Von Mai 1933 bis Ende 1937 war er Vorstandsmitglied des Vereins Deutscher Ingenieure (VDI). Von Juni 1933 bis Juli 1934 war er Vorsitzender der Deutschen Metallerzbergwerke. 1935 wurde er Leiter der Schlesischen Wirtschaftskammer und Präsident der Industrie- und Handelskammer Breslau. Zum Wehrwirtschaftsführer ernannt, wurde er bei Beginn des Überfalls auf Polen im September 1939 Sonderbeauftragter des  Chefs der Zivilverwaltung (Heeresgruppe Süd) in Ostoberschlesien. Am 9. Oktober 1939 erhielten Adolf Eichmann und sein Mitarbeiter Rolf Günther von ihm und vom Chef des Stabes des Grenzschutzabschnittskommandos 3  Generalmajor Otto von Knobelsdorff die Unterstützung für geplante Deportationen von Juden aus Kattowitz und Umgebung.
Er war seit Juli 1934 Leiter der Wirtschaftsgruppe Nichteisen-Metalle und vertrat sie als einziger seit 1937 im Senat der Kaiser-Wilhelm-Gesellschaft (KWG). Mit Gerhardt Preuschen sorgte er dafür, dass die KWG 1940 in Breslau das Institut für Landwirtschaftliche Arbeitswissenschaft errichtete. Im März 1941 wurde er Gauwirtschaftsberater der NSDAP für Niederschlesien.
Fitzner war Vertreter von Eduard Schulte und ein enger Freund Karl Hankes. Seine Frau war Dänin; seine Söhne nannte er Ruthard und Amer nach den Helden nordischer Sagen. Nach der Schlacht um Breslau geriet Otto Fitzner in sowjetische Gefangenschaft, in der er Ende Oktober oder Anfang November 1946 starb.